# Districtul Wadi Al Shatii
Wadi Al Shatii este un district în Libia. Are 77.203 locuitori și o suprafață de 97.160 km².